# Kladivoun velký
Kladivoun velký či kladivoun veliký (Sphyrna mokarran) je druh žraloka z čeledi kladivounovitých. Je největším zástupcem této čeledi, může dosahovat délky až okolo 6 metrů a hmotnosti více než 500 kg. Žije v tropických a subtropických vodách pobřežních oblastí a kontinentálního šelfu. Od ostatních kladivounů ho kromě velikosti odlišuje i vysoká srpovitě tvarovaná hřbetní ploutev a relativně rovná přední část hlavy. Jedná se o většinou osamoceně žijícího predátora, který loví ryby, paryby, korýše a hlavonožce. Jeho nejoblíbenější kořistí jsou různé druhy rejnoků a trnuch. Kladivoun velký je živorodý druh, samice porodí až 55 mláďat každé dva roky. Ačkoliv může být člověku potenciálně nebezpečný, útočí na potápěče či plavce jen zcela výjimečně. Sám je velmi vyhledávanou kořistí komerčních rybářů, především kvůli ploutvím, jež jsou užívány na vaření polévek. Výsledkem toho je, že žralok získal od IUCN status kriticky ohrožený.

## Taxonomie a pojmenování
Kladivoun velký byl poprvé popsán jako Zygaena mokarran v roce 1837 německým přírodovědcem Eduardem Rüppellem. Jméno bylo krátce nato jím samým změněno na současné Sphyrna mokarran. Nomenklatorický typ pro tento druh byl samec dlouhý 2,5 metru chycený v Rudém moři. Nicméně dlouhou dobu se mělo zato, že platné vědecké jméno pro kladivouna velkého je Sphyrna tudes, které zavedl v roce 1822 Achille Valenciennes. V roce 1950 Enrico Tortonese odvodil, že se ve skutečnosti jedná o kladivouna malookého, který tak obdržel jméno Sphyrna tudes.
Příbuznost mezi kladivouny ve fylogenetickém vývodu:

|  | Sphyrna mokarran (kladivoun velký) |
|  |                                    |
|  | Sphyrna zygaena (kladivoun obecný) |
|  |                                    |

|  | Sphyrna tudes (kladivoun malooký)    |
|  |                                      |
|  | Sphyrna media (kladivoun prostřední) |
|  |                                      |

|  | Sphyrna tiburo (kladivoun tiburo)    |
|  |                                      |
|  | Sphyrna corona (kladivoun oblohlavý) |
|  |                                      |

|  | Sphyrna tudes (kladivoun malooký)    |
|  |                                      |
|  | Sphyrna media (kladivoun prostřední) |
|  |                                      |

|  | Sphyrna tiburo (kladivoun tiburo)    |
|  |                                      |
|  | Sphyrna corona (kladivoun oblohlavý) |
|  |                                      |

|  | Sphyrna tudes (kladivoun malooký)    |
|  |                                      |
|  | Sphyrna media (kladivoun prostřední) |
|  |                                      |

|  | Sphyrna tiburo (kladivoun tiburo)    |
|  |                                      |
|  | Sphyrna corona (kladivoun oblohlavý) |
|  |                                      |

|  | Sphyrna tudes (kladivoun malooký)    |
|  |                                      |
|  | Sphyrna media (kladivoun prostřední) |
|  |                                      |

|  | Sphyrna tiburo (kladivoun tiburo)    |
|  |                                      |
|  | Sphyrna corona (kladivoun oblohlavý) |
|  |                                      |

|  | Sphyrna mokarran (kladivoun velký) |
|  |                                    |
|  | Sphyrna zygaena (kladivoun obecný) |
|  |                                    |

|  | Sphyrna tudes (kladivoun malooký)    |
|  |                                      |
|  | Sphyrna media (kladivoun prostřední) |
|  |                                      |

|  | Sphyrna tiburo (kladivoun tiburo)    |
|  |                                      |
|  | Sphyrna corona (kladivoun oblohlavý) |
|  |                                      |

|  | Sphyrna tudes (kladivoun malooký)    |
|  |                                      |
|  | Sphyrna media (kladivoun prostřední) |
|  |                                      |

|  | Sphyrna tiburo (kladivoun tiburo)    |
|  |                                      |
|  | Sphyrna corona (kladivoun oblohlavý) |
|  |                                      |

|  | Sphyrna tudes (kladivoun malooký)    |
|  |                                      |
|  | Sphyrna media (kladivoun prostřední) |
|  |                                      |

|  | Sphyrna tiburo (kladivoun tiburo)    |
|  |                                      |
|  | Sphyrna corona (kladivoun oblohlavý) |
|  |                                      |

|  | Sphyrna tudes (kladivoun malooký)    |
|  |                                      |
|  | Sphyrna media (kladivoun prostřední) |
|  |                                      |

|  | Sphyrna tiburo (kladivoun tiburo)    |
|  |                                      |
|  | Sphyrna corona (kladivoun oblohlavý) |
|  |                                      |

|  | Sphyrna mokarran (kladivoun velký) |
|  |                                    |
|  | Sphyrna zygaena (kladivoun obecný) |
|  |                                    |

|  | Sphyrna tudes (kladivoun malooký)    |
|  |                                      |
|  | Sphyrna media (kladivoun prostřední) |
|  |                                      |

|  | Sphyrna tiburo (kladivoun tiburo)    |
|  |                                      |
|  | Sphyrna corona (kladivoun oblohlavý) |
|  |                                      |

|  | Sphyrna tudes (kladivoun malooký)    |
|  |                                      |
|  | Sphyrna media (kladivoun prostřední) |
|  |                                      |

|  | Sphyrna tiburo (kladivoun tiburo)    |
|  |                                      |
|  | Sphyrna corona (kladivoun oblohlavý) |
|  |                                      |

|  | Sphyrna tudes (kladivoun malooký)    |
|  |                                      |
|  | Sphyrna media (kladivoun prostřední) |
|  |                                      |

|  | Sphyrna tiburo (kladivoun tiburo)    |
|  |                                      |
|  | Sphyrna corona (kladivoun oblohlavý) |
|  |                                      |

|  | Sphyrna tudes (kladivoun malooký)    |
|  |                                      |
|  | Sphyrna media (kladivoun prostřední) |
|  |                                      |

|  | Sphyrna tiburo (kladivoun tiburo)    |
|  |                                      |
|  | Sphyrna corona (kladivoun oblohlavý) |
|  |                                      |

|  | Sphyrna mokarran (kladivoun velký) |
|  |                                    |
|  | Sphyrna zygaena (kladivoun obecný) |
|  |                                    |

|  | Sphyrna tudes (kladivoun malooký)    |
|  |                                      |
|  | Sphyrna media (kladivoun prostřední) |
|  |                                      |

|  | Sphyrna tiburo (kladivoun tiburo)    |
|  |                                      |
|  | Sphyrna corona (kladivoun oblohlavý) |
|  |                                      |

|  | Sphyrna tudes (kladivoun malooký)    |
|  |                                      |
|  | Sphyrna media (kladivoun prostřední) |
|  |                                      |

|  | Sphyrna tiburo (kladivoun tiburo)    |
|  |                                      |
|  | Sphyrna corona (kladivoun oblohlavý) |
|  |                                      |

|  | Sphyrna tudes (kladivoun malooký)    |
|  |                                      |
|  | Sphyrna media (kladivoun prostřední) |
|  |                                      |

|  | Sphyrna tiburo (kladivoun tiburo)    |
|  |                                      |
|  | Sphyrna corona (kladivoun oblohlavý) |
|  |                                      |

|  | Sphyrna tudes (kladivoun malooký)    |
|  |                                      |
|  | Sphyrna media (kladivoun prostřední) |
|  |                                      |

|  | Sphyrna tiburo (kladivoun tiburo)    |
|  |                                      |
|  | Sphyrna corona (kladivoun oblohlavý) |
|  |                                      |

Starší morfologické studie udávaly, že čím má kladivoun větší hlavu, tím je vývojově mladší. Nyní se předpokládá, že tato jednoduchá korelace neplatí. Kladivoun velký a obecný tvoří základní druhy a většina jejich příbuzných se vyvinula až následně. Kladivoun Blochův, jehož hlava je relativně největší, pak představuje samostatný rod a stojí poněkud stranou.

## Popis

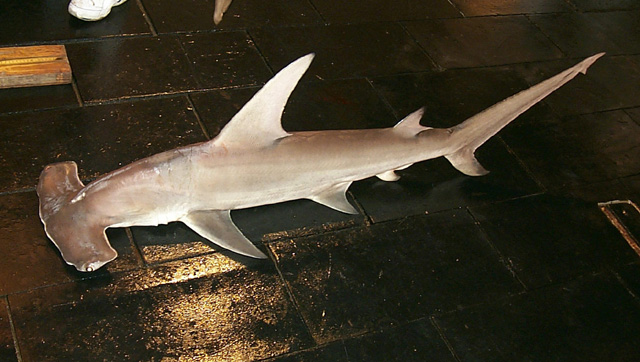
Ulovený kladivoun velký

Kladivoun velký má širokou zploštělou hlavu, jejíž přední okraj je téměř rovný. Všechny ploutve dosahují velkých rozměrů, jen prsní jsou na žraloka průměrné. První hřbetní ploutev dorůstá do značné výšky a má srpovitý tvar. Zuby mají trojúhelníkovitý tvar a jejich okraje jsou vroubkované. Barva se pohybuje od olivově hnědozelené až po šedou na hřbetě a bocích, ve spodní části těla přechází v bílou. Délka může sice dosáhnout více než 6 metrů (rekord je 6,1 m), průměrní jedinci však měří okolo 3,5 metru. Obzvláště velké exempláře (přes 4,5 m) jsou téměř výhradně samice. Hmotnost se pohybuje okolo 200–300 kg, nejvíce vážila březí samice chycená v roce 2006 u břehů Floridy a to 580 kg.

## Rozšíření, biotop
Kladivoun velký obývá tropické a subtropické oblasti mezi 40° s. š. a 35° j. š. Nejsevernější části zasahují do Středozemního moře a k jižním břehům Japonska. V Atlantiku ho je možno nalézt především v Karibském moři, Mexickém zálivu a při pobřeží Afriky severně od Namibie, dále pak u východního pobřeží Ameriky. Podél břehů Indického oceánu, včetně pobřeží Madagaskaru a přilehlých ostrovů a při západním pobřeží Austrálie, je rovněž poměrně hojný. V Pacifiku se často objevuje v Jihočínském a Východočínském moři, při severním a východním pobřeží Austrálie, okolo Nové Kaledonie a u tropických ostrovů Francouzské Polynésie. Dává přednost pobřežním či semipelagickým oblastem, jen málokdy se vykytuje na otevřeném oceánu daleko od pobřeží. Bývá pozorován v hloubkách od 1 m do více než 80 m, výjimečně se potápí až do 300 m. Jedná se o druh, který pravidelně migruje – v létě na sever, v zimních měsících se stahuje k rovníku.

## Biologie
O chování kladivounů velkých existuje poměrně málo informací. Jsou to spíše samotářští lovci, i když ve výjimečných případech se sdružují do hejn.

### Potrava

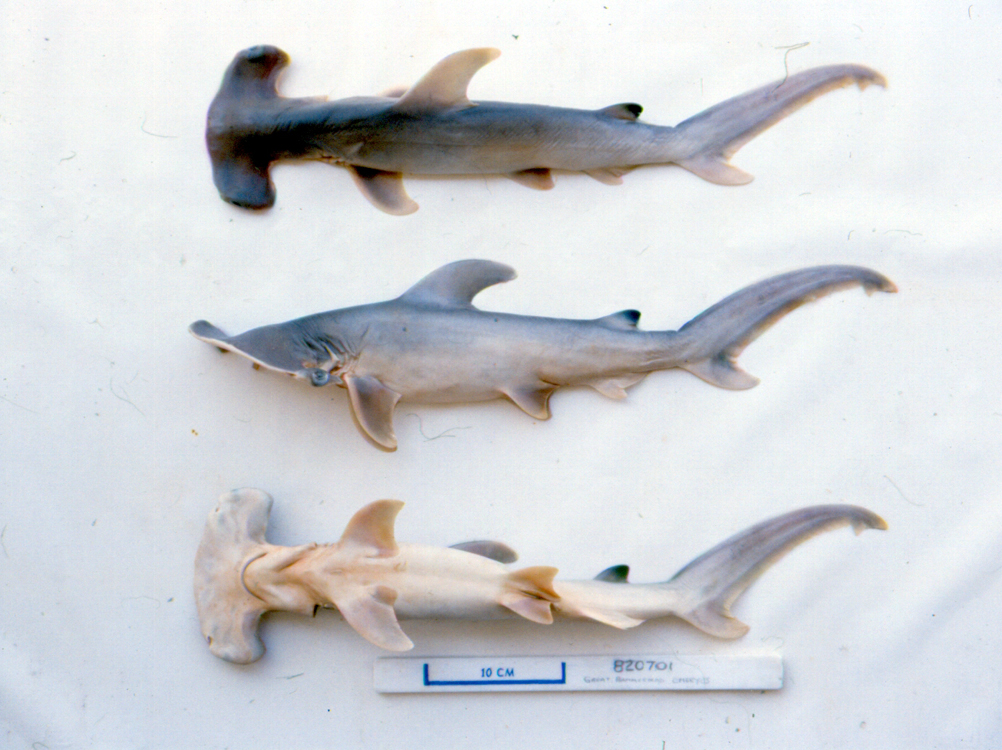
Nenarozená mláďata kladivouna velkého

Kladivouni velcí jsou aktivní predátoři. Živí se několika typy potravy, mezi které patří různé druhy kostnatých ryb, korýši, menší žraloci a hlavonožci. Jejich nejoblíbenější kořistí jsou rejnoci a trnuchy. Evidentně jim nevadí ani jedovaté ostny těchto živočichů. Jednou byl uloven kladivoun, který měl v různých částech těla včetně trávicího traktu zabodnuto okolo 50 trnů, aniž by mu to nějak zjevně překáželo.

### Rozmnožování
Stejně jako ostatní kladivouni je i tento druh živorodý, přičemž nenarozená mláďata se v děloze živí placentou ze žloutkového váčku. Březost trvá asi 11 měsíců. Na severní polokouli dochází k porodům nejčastěji na jaře a v létě, při pobřeží Austrálie je to obvykle v prosinci a lednu. Počet mláďat ve vrhu je 6–42 a jejich délka bývá 50–70 cm. Pohlavní zralosti dosahují kladivouni při délce 234–300 cm. Doba dožití je odhadována na 20–30 let.

### Predace, paraziti

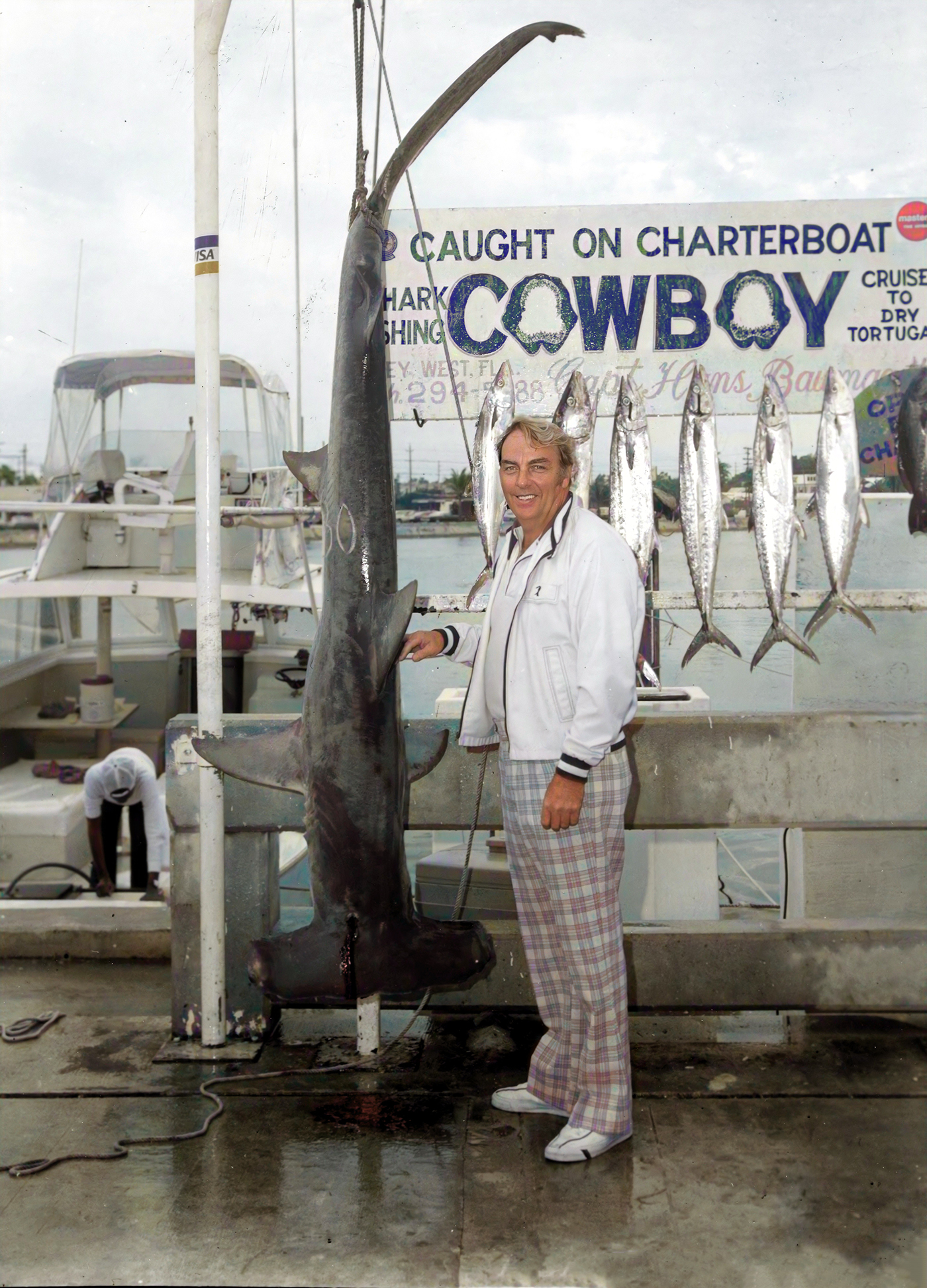
Trofej v podobě chyceného velkého kladivouna je ceněná mezi rekreačními a sportovními rybáři.

Mladé jedince může zabít jakýkoliv větší žralok, predace dospělých žraloků nebyla doposud zaznamenána. Mezi parazity kladivouna velkého patří klanonožci Alebion carchariae, Alebion elegans, Nesippus orientalis, Nesippus crypturus, Eudactylina pollex, Kroyeria gemursa a Nemesis atlantica.

## Hrozby
Hlavní hrozbou pro kladivouny velké je rybaření, ať už komerční, sportovní či rekreační. Rybáři mnohdy nerozlišují mezi různými kladivouny a tak informace o procentuálním zastoupení mezi ulovenými jedinci nemáme. Kladivouni obecně a kladivouni velcí zvláště bývají loveni kvůli ploutvím a oleji z jater, maso je konzumováno jen zřídka. Pro sportovní a rekreační rybáře představují lákavou kořist, neboť jsou velcí a slibují možnost „napínavého“ zápasu. Jejich kůže bývá komerčně využívána.

## Ochrana
Ačkoliv jsou IUCN vedeni jako kriticky ohrožený druh, nejsou známa žádná konkrétní ochranná opatření zaměřená na kladivouny velké. Nicméně druh byl v letech 2010 až 2014 zařazen do některých legislativ jak rybářských tak týkajících se obchodu a migrace živočichů.